# Volcán Brothers
El monte submarino Brothers (también volcán Brothers) es un volcán submarino del océano Pacífico situado en el arco de Kermadec, a 340 kilómetros al noreste de la isla Whakaari/White de Nueva Zelanda. Es uno de los montes submarinos de la dorsal sur de Kermadec.

## Geología
Se formó por actividad volcánica dentro de una estructura de graben delimitada por fallas regionales creadas por la subducción de la placa del Pacífico bajo la placa de Australia.
Dentro de su contorno ovalado, que mide 13 por 8 kilómetros, contiene una caldera de 3 kilómetros de ancho con paredes de 300 a 500 metros de altura. Un domo de dacita denominado cono Superior se eleva 350 m desde el suelo de la caldera (que se encuentra a 1.850 m por debajo del nivel del mar), con un domo más pequeño justo al noreste. En la actualidad existe una cartografía detallada de anomalías magnéticas de la caldera Brothers con una variación de rango muy extrema de -2000 a +2000 nT. Dicha cartografía ha mostrado que los máximos magnéticos locales se correlacionan con la morfología de la caldera, en particular su borde y el cono Superior, mientras que los mínimos magnéticos se correlacionan con zonas de actividad hidrotermal y/o alteración de las rocas por los fluidos hidrotermales.

## Actividad hidrotermal
Las paredes de la caldera y el domo mayor albergan numerosas fuentes hidrotermales, que envían penachos de agua caliente a 750 m de altura a través de la columna de agua. Es el volcán con mayor actividad hidrotermal conocido del arco de Kermadec. Estas fuentes hidrotermales han creado un campo de chimeneas de "humo negro" de 8 metros de altura. Estas chimeneas se crean cuando los fluidos hidrotermales chocan con el agua fría y se depositan las sustancias químicas en solución. [Los fluidos hidrotermales son una fuente de energía para muchas especies únicas de organismos, como gusanos tubícolas y bacterias. La vida marina y los minerales que se encuentran en estas chimeneas son beneficiosos para la economía y la industria biotecnológica de Nueva Zelanda. Es probable que los depósitos minerales más ricos se encuentren en el borde y las paredes de la caldera.
Existen dos tipos principales de actividad hidrotermal:
1. En la caldera Superior y la caldera Noroeste existen respiraderos hidrotermales de alta temperatura con un enriquecimiento medio de gas y la formación de chimeneas ricas en Cu-Zn-Au.
2. En los conos Superior e Inferior ventilación difusa a baja temperatura (< 120 °C) de fluidos muy gaseosos que contienen sulfatos ácidos.

## Historia
Aún se desconoce cuándo entró en erupción por última vez el volcán Brothers, pero las paredes del cráter nos dicen que tuvo una secuencia eruptiva tan explosiva que provocó que el volcán volara una caldera. Las muestras de perforación de productos volcanoclásticos alterados hidrotermalmente y flujos de lava de composición dacítica muestran una historia de dos etapas:
1. Colapso de la precaldera con actividad magmática, incluyendo un sistema magmático-hidrotermal dominante de fluidos sulfatados ácidos, volátiles magmáticos y salmueras ricas en metales, seguido de
2. Colapso posterior con el crecimiento de los conos superior e inferior resurgentes, y nueva actividad magmática hidrotermal.

Esta secuencia fue establecida por una expedición conjunta de Estados Unidos, Nueva Zelanda y Alemania que cartografió el volcán en detalle en 2007, y núcleos del volcán y sus sistemas hidrotermales que se tomaron durante la Expedición 376 del IODP (D/V JOIDES Resolution, mayo-julio de 2018).

## Monitorización
Los volcanes submarinos no están monitorizados por ninguna organización, pero se han convertido en un interés central en las expediciones actuales.